# Basílica de São Sebastião Extramuros
San Sebastiano fuori le mura, conhecida como Basílica de São Sebastião das Catacumbas ou São Sebastião fora dos Muros, é uma igreja de Roma, no quartiere Ardeatino, na Via Ápia. Fazia parte das sete igrejas visitadas pelos peregrinos por ocasião do jubileu. A igreja recebeu o atributo "ad catacumbas" em virtude das Catacumbas de São Sebastião, sobre as quais foi construída, enquanto o título "fuori le mura" refere-se ao fato de que a igreja se encontra fora da Muralha Aureliana e servia para distingui-la da Igreja de San Sebastiano al Palatino.
É também a sede do título cardinalício de "São Sebastião nas Catacumbas", instituído pelo Papa João XXIII em 1960, cujo cardeal-presbítero é Lluís Martínez Sistach, arcebispo emérito de Barcelona.

## História
A igreja foi construída no século IV, sobre o lugar onde, segundo a tradição, tinham sido transferidas em 258 as relíquias dos apóstolos São Pedro e São Paulo para salvá-las da profanação durante o período de perseguições. Retornadas, posteriormente, às suas sedes de origem (na Via Cornélia e na Via Ostiense), na Catacumba de São Sebastião: sobre a catacumba, o imperador romano Constantino I fez construir, na primeira metade do século IV, uma grande basílica que, inicialmente, foi dedicada à "memoria apostolorum", assumiu, na sequência, o nome atual.
Os restos mortais de São Sebastião foram transladados para a Basílica de São Pedro, no Vaticano, em 826, pelo temor de um iminente assalto dos sarracenos, que se concretizou, causando a destruição total da igreja. O local de culto foi reedificado pelo Papa Nicolau I e o altar do mártir foi reconsagrado pelo Papa Honório III a pedido dos padres cistercenses, que receberam o cuidado da igreja.
A construção do atual edifício foi ordenada pelo cardial Scipione Caffarelli-Borghese e remonta ao século XVII, tendo sido continuada primeiro por Flaminio Ponzio e finalmente por Giovanni Vasanzio.
A basílica é a sede paroquial, instituída em 18 de abril de 1714 pela bula do Papa Clemente XI.

## Descrição

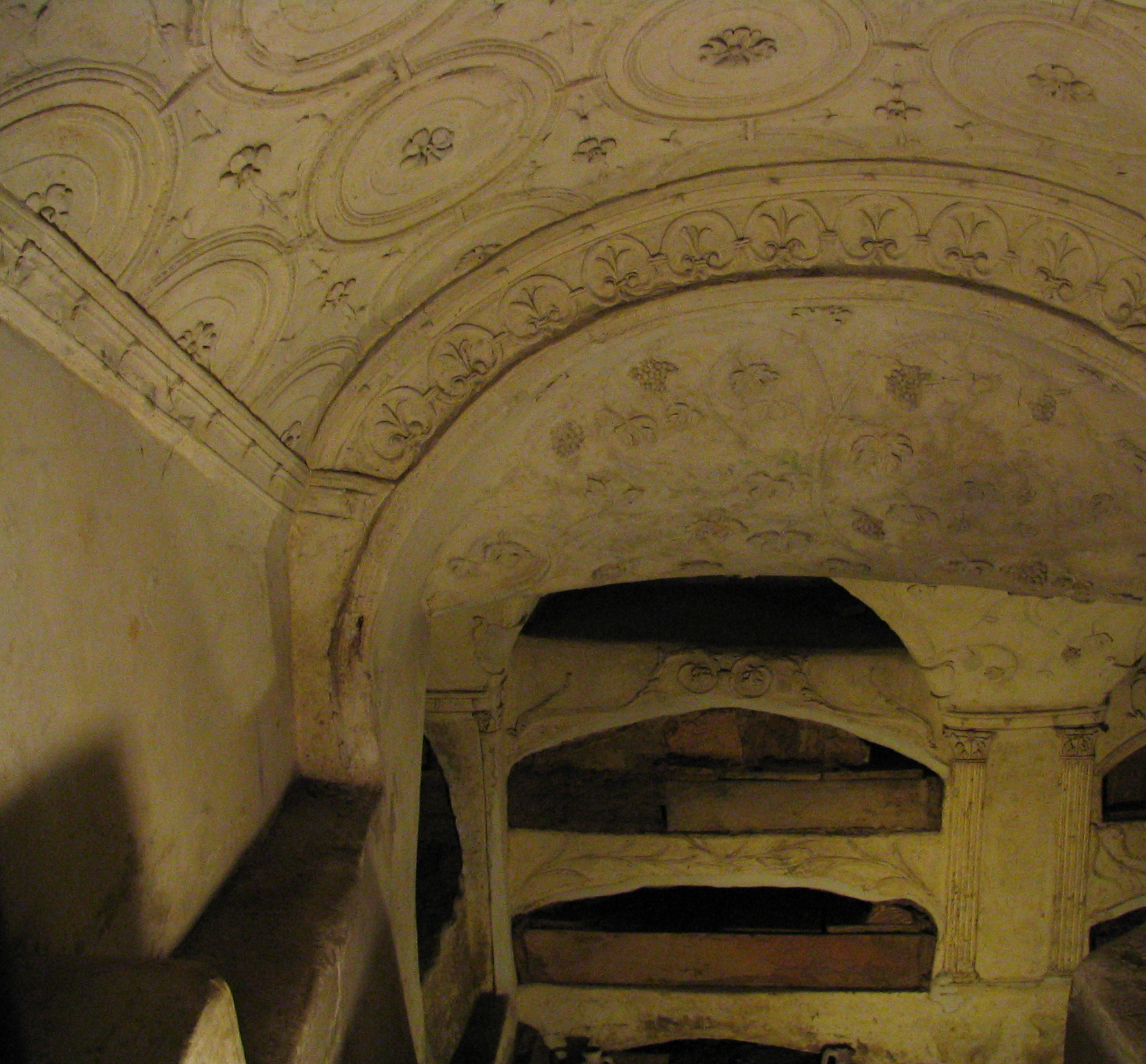
Catacumbas de São Sebastião.

### A basílica costantiniana
Constantino fez construir a primitiva basílica segundo o modelo circiforme em três naves e precedida por um grande átrio quadrangular, modelo usado também nas outras basílicas erigidas pelo imperador em Santa Inês fora dos Muros na Via Nomentana e a Basílica de São Lourenço Fora de Muros na Via Tiburtina. Partes desta basílica foram utilizadas para a reconstrução no Século XVII: em particular o novo edifício ocupou a antiga nave central.
Em 1933 foram reconstruídas as naves utilizando o deambulatório que corria ao redor da basílica do Século IV: na nave da direita foram recolhidos artefatos provenientes das catacumbas subjacentes, e foi criada a entrada para o cemitério hipógeo; na nave da esquerda está uma das saídas para a catacumba e para o Museu Epigráfico.

### A basílica atual
A fachada do edifício é de autoria de Giovanni Vasanzio e foi terminada em 1613; foi construída por um pórtico com três arcos na parte inferior e três grandes janelas separadas por pilastras na parte superior. Os arcos inferiores são suportados por colunas de granito provenientes da basílica constantiniana.
O interior dispõe de uma nave única, com teto linear entalhado, no qual estão representados o santo titula dos brasões do cardeal Scipione Borghese e do papa Gregório XVI.
No lado direito se encontram: a capela das relíquias, decorada em 1625, na qual estão colocadas uma pedra que traria as pegadas dos pés de Jesus em 1625, uma das flechas que mataram São Sebastião com a parte da coluna na qual foi amarrado durante o suplício; os altares de "Santa Francisca Romana" e de "São Jerônimo"; a capela Albani, construída entre 1706-1712 pelo arquiteto Carlo Fontana numa comissão formada pelo Papa Clemente XI, Albani, sob a direção de Carlo Maratta, com a colaboração de Alessandro Specchi, Filippo Barigioni e Carlo Fontana. Entre as obras de arte, há uma estátua de Francesco Papaleo representando "São Fabiano com anjos".
No lado esquerdo há: à esquerda da entrada, a lápide do Papa Dâmaso I com o elogio fúnebre ao mártir Santo Eutíquio, esculpida por Fúrio Dionísio Filócalo; a capela de São Sebastião, construída por Ciro Ferri em 1672, com a estátua do santo de Giuseppe Giorgetti, onde estão conservadas as relíquias do mártir; a capela do Crucifixo (antiga sacristia) construída em 1727; os altares laterais dedicados a São Carlos Borromeu e a São Francisco de Assis, e no último uma tela representando "São Francisco em oração" de Gerolamo Muziano.
A nave central termina com o arco triunfal que leva ao presbitério que, por sua vez, à planta quadrada, é encimado por uma cúpula. O altar-mor, composto por uma edícula com quatro colunas, é obra de Flaminio Ponzio: nele, se encontram a tela de Innocenzo Sacconi com a "Crucificação", e ao redor os Bustos dos Santos Pedro e Paulo de Nicolas Cordier.

## Galeria

Imagens da igreja
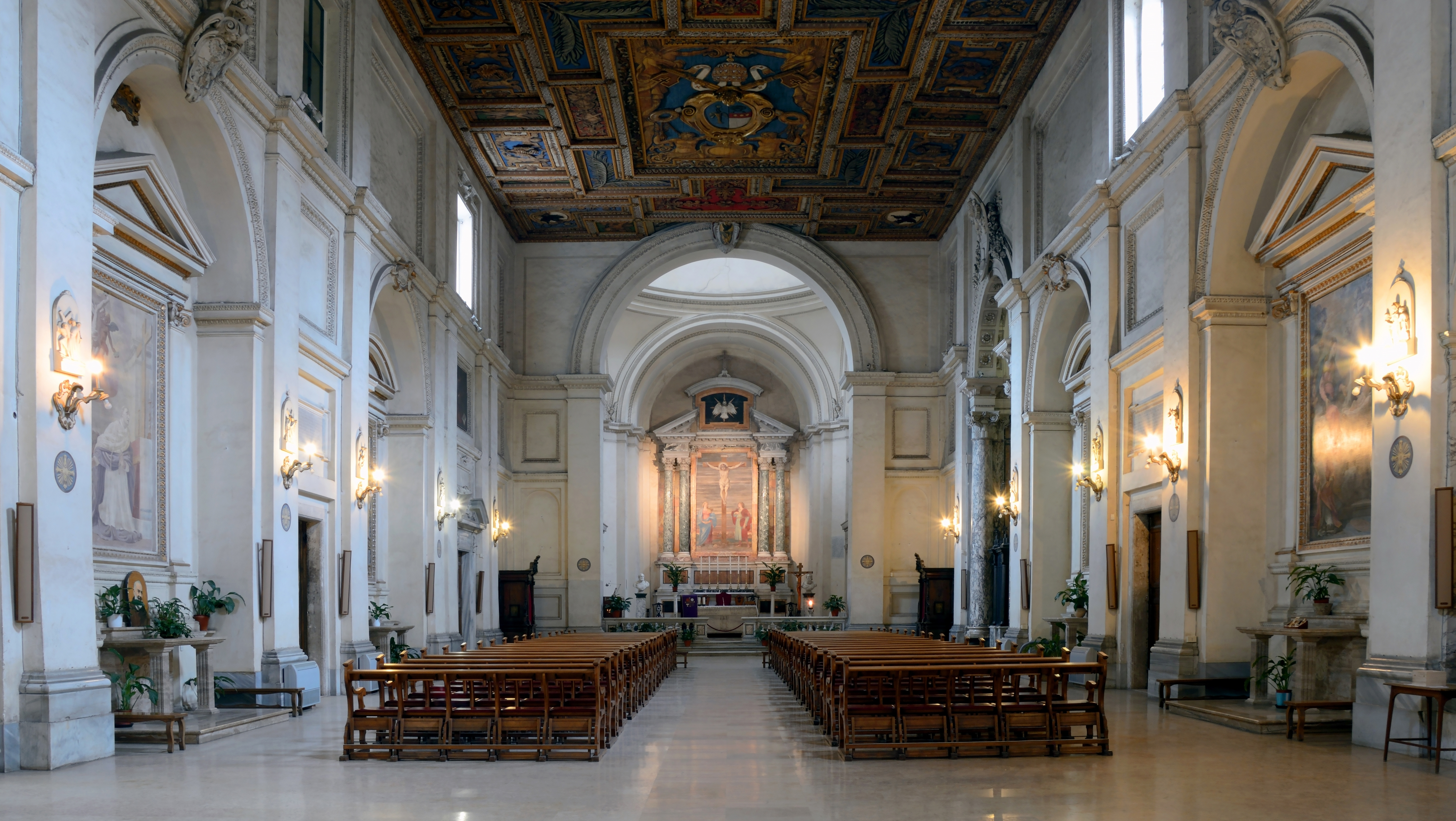
Vista do interior
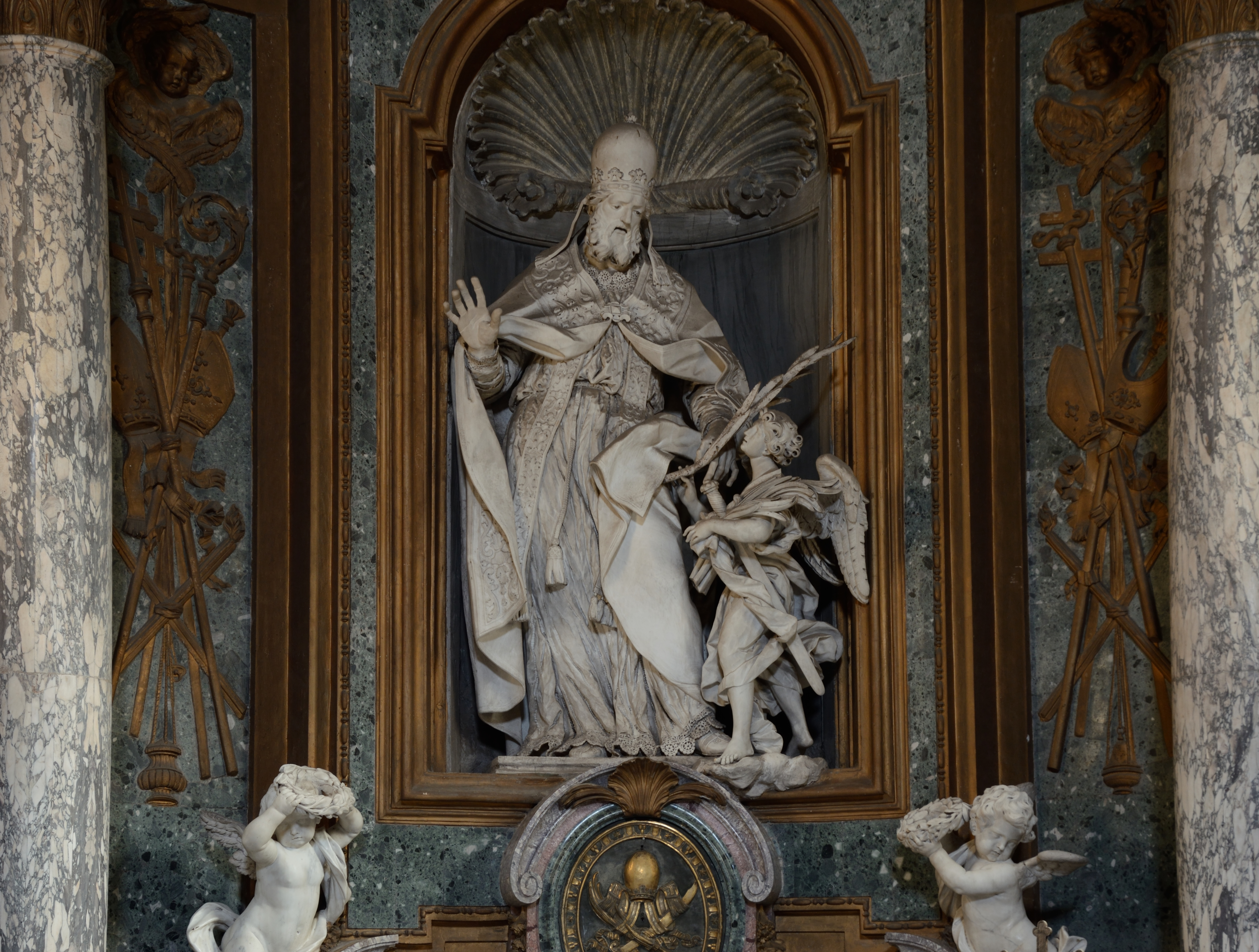
"São Fabiano com anjos", de Francesco Papaleo
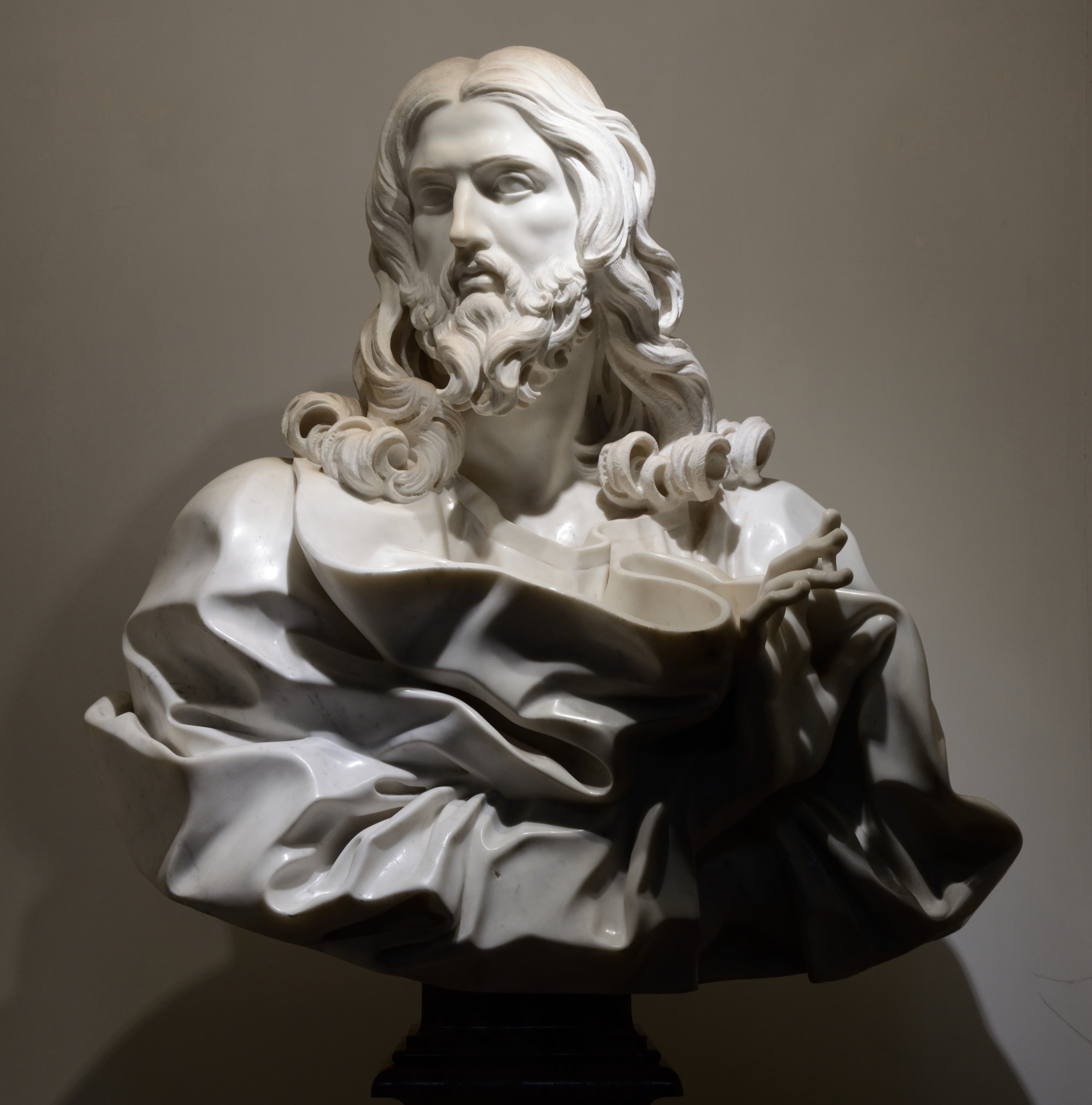
"Busto de Jesus", de Bernini
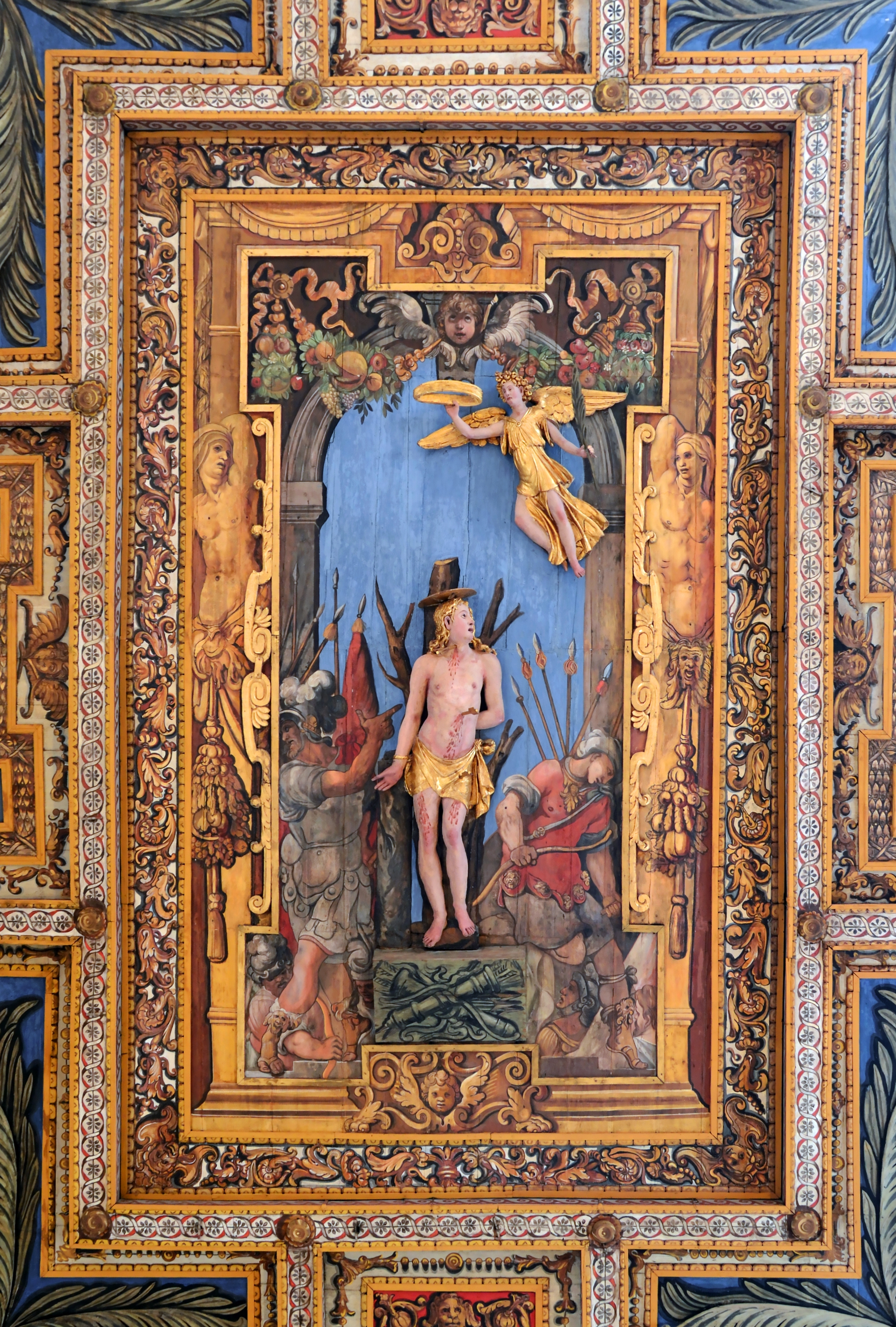
Teto
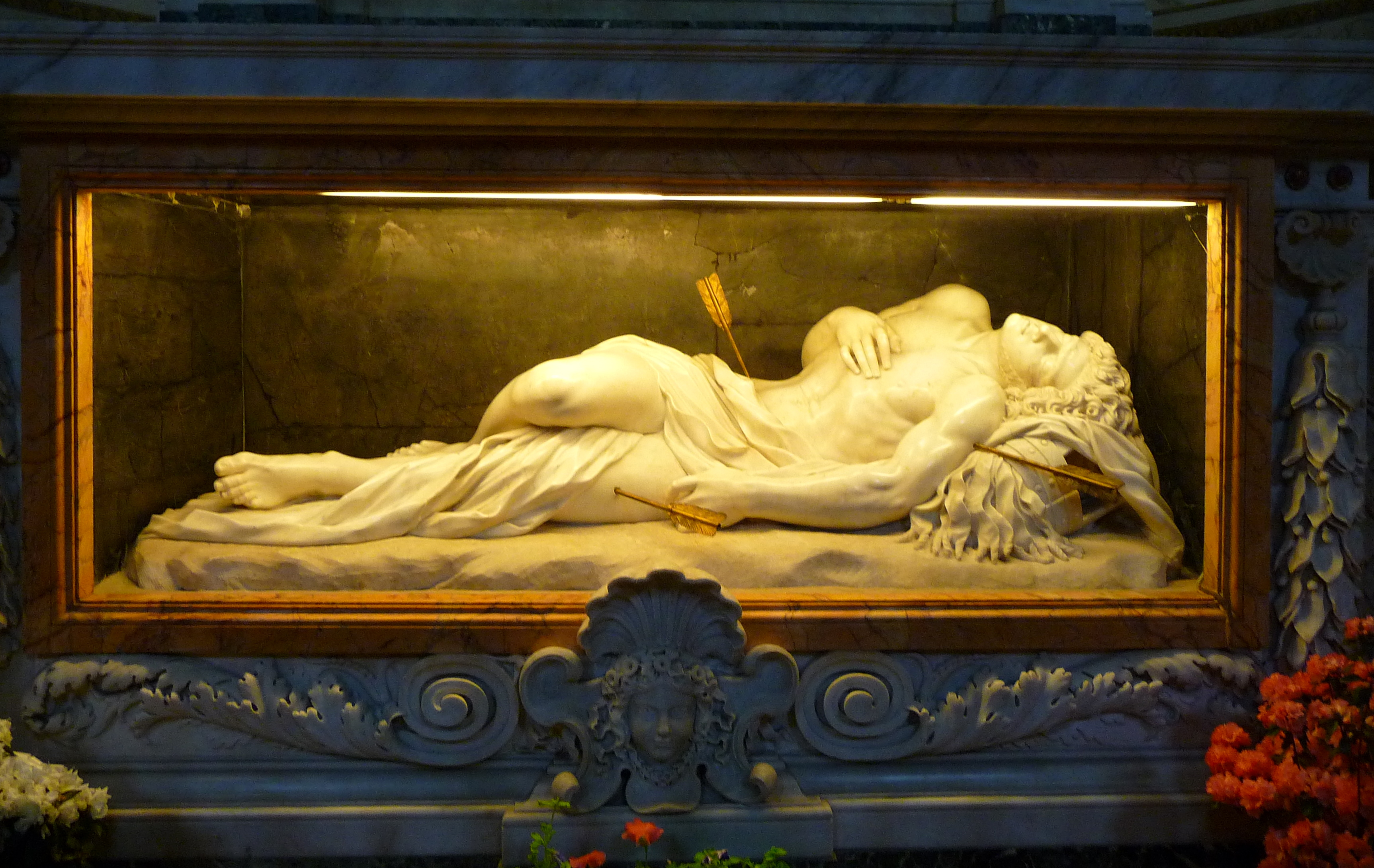
Estátua de São Sebastião, de Giuseppe Giorgetti